# Махаджі Скіндія
Махаджі Скіндія (*महादजी शिंदे, 1730 —12 лютого 1794) — магараджа Гваліора, впливовий військовий та політичний діяч Індії 2-ї половини XVIII ст.

## Життєпис
Походив з роду Скіндіїв. Був позашлюбним сином Раноджі Скіндія, раджи Удджайна, та раджпутки Чіма Баї. Здобув гарну освіту (знався на мистецтві, володів перською мовою та санскритом), особливо у військовій справі.
У 1742 вперше брав участь у військових діях. Цього року відзначився у війні проти Назіра Джанга, нізама Хайдарабада, звитяжив у ході рішучої битви при Белурі.
З 1745 очолює самостійний військовий загін, на чолі якого активно воює у військах пешв (Баджі Рао I та Баладжі Баджі Рао). Сприяв підкоренню маратхами Гуджарата, Малви, Раджастхана, північної Індії. Звитяжно бився при Чандраваті Ґанджі та Фатіхабаді у 1746 році, Марварі та Баді Садрі у 1747 році, Хімат Нагарі у 1748 році.
У 1753–1754 сприяв поваленню падишаха Ахмад-шаха Бахадура.
У 1755 захоплює місто Матхура, а у 1758 — Гваліор. який робить своєю політичною та військовою базою.
У 1760–1761 активно боровся проти вторгнення афганців. Хоробро бився при Паніпаті, де зазнав поранення у ногу. Після цього постійно кульгав. У цій битві загинули його старші брати та небіж. З цього моменту Махаджі очолив рід Скіндія. У 1760-х роках провів військову реформу: було створено професійну армію на чолі із графом Бенуа де Буанєм.
У 1770 вирішив відновити владу маратхів на півночі Індостану. Спочатку він у битві при Нармаді переміг державу джатів.
У 1771 захопив Делі, а у 1772 відновив на троні падишаха Шах Алама II, який опинився у цілковитій залежності від Махаджі. Слід за цим підкорив східний Пенджаб та область Сатледж.
У 1777 надав допомогу Нані Фарнавісу (очільнику адміністрації пешви Мадхав Рао II) проти вторгнення військ Колхапура.
Тоді ж очолив війська у Першій англо-маратхській війні. Разом з магараджою Тукоджі Рао Холкаром оточив британців при Вадгаоні, де змусив укласти мир з маратхами. Згідно нього Британська Ост-Індійська компанія поступалася усіма володіннями, яка придбала з 1773. Втім керівництво Компанії не затвердило цю угоду. Під час подальшим бойових дій Махаджі скіндія розбив війська прихильника британців Раґханатха Рао. Втім у 1780–1781 Махаджі втратив Гваліор й зазнав невдачі у битві при Сіпрі (1781).
Внаслідок цих подій було укладено Салбейський договір, згідно одного з пунктів махаджі Скіндія отримав незалежність від пешви та титул магараджі. Під час мирку з британцями Скіндія вирішив відновити владу маратхів на Раджастханом та Малвою. У 1782 році підкорив князівства Бхопал, Датія, Чандері, наступного року відпоював Гваліор.
У 1784 підтвердив свій вплив на могольського падишаха, отримавши посади вакіль-аль-мутлака (регента) та амір-уль-умара (головного військовика). Втім зазнав поразки при Лалсоті у 1787.
У 1788 відновив падишаха Шах Алама II на троні, розбивши афганців на чолі з Гулям Кадиром.
У 1790 здолав та підкорив своїй влади раджпутів Марвара та Джайпура.
У 1791 розбив військо Асаф Джаха III, нізама Хайдарабада, відновивши владу маратхів у Декані.
У 1792 уклав військовий союз з Тіпу Султаном, володарем Майсуру.
У 1793 у боротьбі за вплив серед маратхів у битві при Лакхаїрі перемагає Тукоджі Рао Холкара, стає заступником пешви. Веде перемовини з Наною Фарнавісем щодо компенсацій за утримання армії, яка відновила владу маратхів у північній Індії.
Помер 12 лютого 1794, заповівши владу онукові свого брата Даулат Рао Скіндії.